# ワヒ病
ワヒ病（わひびょう、Wahi）とは咽頭糸状虫（Onchocerca gutturosa）寄生あるいは咽頭糸状虫の中間宿主である吸血昆虫によるアレルギーが原因であると考えられるウシの疾病。ワヒ、コセ病とも呼ばれる。日本の中国地方、四国地方、九州地方の和牛に多発する。夏季に悪化し、冬では軽快する。腹部、内股部などに丘疹、結節が認められ、掻痒を伴う皮膚炎を示す。治療にはミクロフィラリア駆除のためにイベルメクチン、対症療法として抗ヒスタミン剤を用いる。